# Reportes de pornografía infantil en imágenes alojadas en Wikimedia Commons

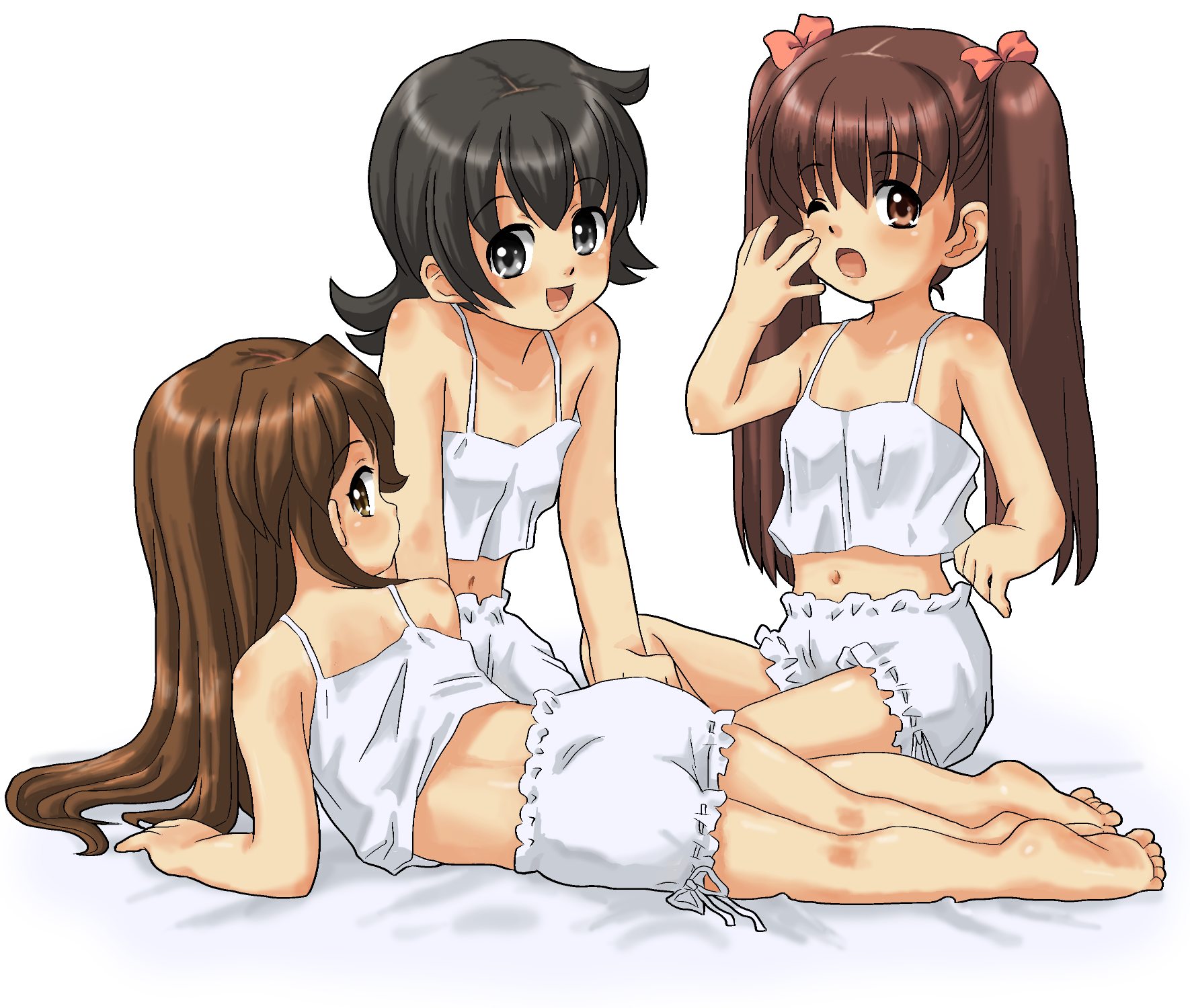
Representación no sexualizada del lolicon

El 7 de abril de 2010, Larry Sanger, cofundador de Wikipedia, envió una carta al FBI indicando que Wikimedia Commons alojaba pornografía infantil, contrariamente al Título 18 del Código de los Estados Unidos. Sus acusaciones se centraron en imágenes de las categorías lolicon y pedofilia, la última de las cuales contenía dibujos explícitos de actos sexuales entre adultos y niños del artista francés Martin van Maele (1863-1926).
Poco después de que Sanger publicara la carta en público, llegaron críticas de múltiples fuentes. Esto varió desde afirmaciones de que había etiquetado erróneamente a lolicon como pornografía infantil hasta el argumento de que sus acciones fueron un ataque a la Fundación Wikimedia, causado por su historial con Wikipedia y su propia enciclopedia en línea competidora, Citizendium. Sanger negó que la carta fuera un intento de socavar Wikipedia, pero confirmó que era un intento de forzar un cambio de política para etiquetar o eliminar contenido "para adultos" en Wikipedia.
Las cosas se intensificaron cuando Fox News comenzó a informar sobre el tema. En respuesta, Jimmy Wales, cofundador de Wikipedia, y otros administradores comenzaron a eliminar imágenes en masa, y Fox News informó que se estaba produciendo un nuevo cambio de política. Días después, Wales renunció voluntariamente a sus poderes administrativos en Wikimedia Commons bajo fuertes críticas de la comunidad de Wikimedia. Fox News también recibió críticas por su manejo de los reportajes, especialmente por tergiversar la situación con respecto a la auto remoción de poderes administrativos por parte de Wales como dejar a la Fundación sin un liderazgo claro.

## Reportes
El 7 de abril de 2010, Larry Sanger envió una carta al FBI, senadores y a representantes de los Estados Unidos diciendo que Wikimedia Commons albergaba pornografía infantil en las categorías lolicon y pedofilia. Más tarde reconoció que el término "pornografía infantil" puede haber sido engañoso porque para muchas personas denota imágenes de niños reales y dijo que, con el beneficio de la retrospectiva, habría utilizado la frase "representaciones de abuso sexual infantil". De acuerdo con la sección 1466A(2)(A) del Título 18 del Código de los Estados Unidos, "las representaciones visuales obscenas del abuso sexual de niños" pueden ser "una representación visual de cualquier tipo, incluidos dibujos, caricaturas, esculturas o pinturas.", y cualquier persona que "a sabiendas produzca, distribuya, reciba o posea con la intención de distribuir una representación visual" de este tipo está sujeta a sanciones legales. La sección 1466 establece específicamente: "No es un elemento obligatorio de ningún delito en virtud de esta sección que el menor representado realmente exista".
Los medios de la categoría de pedofilia de Wikimedia Commons incluyen dibujos gráficos de abuso sexual infantil realizados por el ilustrador francés Martin van Maele. La opinión de Sanger fue que el contenido violaba la sección 1466A(2)(A), aunque la Fundación Wikimedia podría argumentar que los medios de comunicación estaban exentos de acuerdo con la sección 1466A(2)(B), que se refiere a imágenes que tienen "graves consecuencias literales, artísticas, políticas, o valor científico". Sanger se refirió a una discusión en línea entre tecnólogos educativos que informaron que el software de filtrado no captaba las imágenes, haciéndolas accesibles a los niños en las escuelas, y afirmó que esta discusión fue lo primero que lo hizo consciente del problema. Sanger dijo que se sentía moral y legalmente obligado a denunciar la presencia de estos medios, porque los estatutos implicaban que una vez que se tenía conocimiento de dicho contenido, uno tenía que hacerlo o arriesgarse a ser enjuiciado.

## Respuestas de Wikimedia
Mike Godwin, abogado general de la Fundación Wikimedia, desestimó las afirmaciones de Sanger. Godwin dijo que Sanger cometió el error típico de un lego al tratar de invocar la ley estatutaria sin una investigación adecuada, confundiendo varias secciones del Título 18. La sección 1466(A), la sección invocada por Sanger, no se ocupa de la pornografía infantil, sino de la obscenidad, mientras que la pornografía infantil se aborda en la sección 2252. Godwin defendió además a la Fundación citando a Miller contra California que, según The Register, enfatiza "la importancia de los estándares comunitarios para definir lo que califica como obscenidad". También señaló que los proyectos de la Fundación son creados por usuarios de la web y citó la sección 230 de la Communications Decency Act, algo por lo que señala que los estatutos federales de obscenidad y pornografía infantil de EE. UU. hacen una excepción similar.
El portavoz de Wikipedian, Jay Walsh, dijo que la Fundación no alberga material ilegal y que cualquier material de este tipo subido por voluntarios sería eliminado.

## Respuesta de Sanger
Sanger, que se describe a sí mismo como libertario y moralista, se mantuvo firme en sus acciones y dijo: "Fingir que es obvio, incluso para los libertarios, que tenemos el derecho de publicar tales descripciones es simplemente incorrecto, en mi opinión". Le dijo a The Register : "Si yo no reporto esto, y aparentemente ha estado funcionando durante años, ¿quién lo hará? Como cofundador del proyecto, creo que tengo la obligación personal especial de controlar las faltas atroces cuando las veo. O al menos inténtalo. Me molesta que algo que ayudé a comenzar haya llegado a esto ".
Después del informe, se hicieron varias acusaciones contra Sanger y se recogieron en sitios como Slashdot: que se trataba de un intento de destruir la Fundación Wikimedia; que había un conflicto de intereses en sus informes; y que enumeró sus propios sitios web en la carta, entre otros. En respuesta a que sus acciones fueron vistas como un intento por su parte de destruir la Fundación Wikimedia, Sanger comentó que esto no era cierto, aunque esperaba que al hacer las cosas públicas, la Fundación pudiera ser persuadida por la fuerza para eliminar o etiquetar el contenido como "adulto", por lo que el software de filtrado lo recogería y más escuelas permitirían Wikipedia. Sobre las acusaciones de que el informe fue un conflicto de intereses, Sanger comenta que, si bien una vez trabajó para Wikipedia y actualmente dirigía un sitio para competir con él, el informe probablemente hizo más daño a su carrera personal. También sostiene que la ley le exigía que hiciera el informe, aunque la forma en que eligió hacerlo no lo fue.
Sanger también respondió a un comentario específico sobre Slashdot,

¿Por qué debería importarle a alguien si alguien se masturba con la imagen de un niño dibujado? Si eso es lo que le gusta para que la persona pueda ser un miembro productivo normal de la sociedad, todo está bien, o al menos debería estar bien: ningún niño sufre daños y la persona se ha ocupado de sus impulsos.
respuesta a usuario anónimo según Larry SangerSlashdot

En su respuesta, Sanger dijo que encontró la respuesta escalofriante y menospreció a la comunidad por calificar el comentario como "Puntuación: 5, interesante". Sanger continúa criticando a la industria al afirmar:

la alta calificación es escalofriante porque indica que uno de los sectores más influyentes de la industria hoy en día, el sector geek que controla el sistema de producción de medios más masivo de la historia, ... no juzga firmemente cuando se trata de alguien que casi admite que obtiene sus "patadas" al masturbarse con la imagen de un niño dibujado. Es esa actitud la que explica por qué la Categoría: pedofilia y su contenido existe en Wikimedia Commons. Estas personas no deberían establecer políticas para el séptimo sitio web más popular del mundo.
Larry SangerSlashdot

## Purga de imágenes
El 7 de mayo de 2010, después de que Fox News comenzara a informar y presionar a decenas de empresas que donan a la Fundación Wikimedia, informaron que la Fundación Wikimedia había comenzado a purgar sus sitios web de miles de imágenes pornográficas después del cofundador de la Fundación Wikimedia. Jimmy Wales había sido contactado por varios de esos donantes. Fox News también informó que, según Wales, esto fue en preparación para una nueva política con respecto al contenido sexualmente explícito. Sin embargo, Wales negó más tarde la reorganización y que el periodista se hubiera puesto en contacto con él alguna vez.
La purga provocó luchas internas en toda la comunidad de Wikimedia. Los colaboradores se quejaron de que las eliminaciones eran "antidemocráticas y tomadas con demasiada rapidez" y podrían resultar en la eliminación accidental de imágenes con valor educativo legítimo. Fox News afirmó que la situación rápidamente "se convirtió en una guerra total entre miembros de la junta, y con el liderazgo superior discutiendo con administradores de nivel inferior". Sin embargo, la Fundación Wikimedia respondió que, si bien las discusiones se habían vuelto intensas, era una parte normal del proceso.
El 9 de mayo de 2010, Jimmy Wales renunció a algunos privilegios del sitio en respuesta a las protestas de los colaboradores que estaban enojados por su eliminación de imágenes sin consulta. Ya no puede borrar archivos, remover administradores, asignar proyectos o editar contenido protegido; sin embargo, todavía puede editar como usuario normal. Wales había pedido previamente que se eliminaran esas imágenes. Algunas de las imágenes que él y otros administradores borraron fueron restauradas porque se consideró que tenían valor educativo. Su dimisión fue recogida por varios medios cuando Fox News citó a una fuente diciendo que la redacción voluntaria de Gales de sus poderes administrativos creó un "caos" sin nadie claramente a cargo. Más tarde, la Fundación negó esas afirmaciones y publicó una respuesta en su blog sobre el papel del cofundador de Wales en la Fundación Wikimedia. Aclararon la posición de Wales como presidente emérito del Patronato y señalaron que había otros ejecutivos con mayor autoridad.

### Relaciones de Sanger con Wikimedia
Sanger es uno de los cofundadores de Wikipedia, pero renunció el 1 de marzo de 2002. En septiembre de 2006 fundó Citizendium, un competidor de Wikipedia. Si bien Sanger ha dejado constancia de que esto no fue un ataque a Wikipedia, ni una forma de aumentar el número de lectores de su propia enciclopedia colaborativa gratuita basada en la web, existe un nivel significativo de escepticismo de que Sanger actuó sin malicia. Sanger ha tenido una historia antagónica contra Wikipedia desde que se fue, incluyendo críticas al cofundador de Wikipedia Wales, ya la comunidad de Wikipedia: "La comunidad esencialmente había sido tomada por trolls en gran medida. Ese fue un problema real, y Jimmy Wales se negó rotundamente a hacer nada al respecto ".

### Críticas a la cobertura de Fox News
Fox News fue criticado por el manejo de sus reportajes. En The Guardian, Godwin criticó a la cadena, afirmando que los lanzamientos de Fox eran "parte de su campaña de autocomplacencia contra la pornografía en Internet". Techdirt también los criticó por su falta de transparencia, afirmando: "Aunque Fox News, por supuesto, resalta las credenciales de Wikipedia de Sanger, omiten el hecho de que ha estado trabajando en un competidor fallido durante años (mencionan el nombre de la empresa, pero no es que sea un competidor). También dejan de lado gran parte de la animosidad entre Sanger y Wikipedia ". Fox News también informó incorrectamente que Gales tenía una posición más alta en la Fundación Wikimedia y que su partida provocó un vacío de poder. Wales dijo que la reportera de Fox News, Jana Winter, quien escribió el artículo sobre la supuesta renuncia, nunca se había puesto en contacto con él antes de publicar el artículo.